# موتور عیسی (نصرت‌آباد)
موتور عیسی یا فاطمه شه بخش روستایی در دهستان دومک بخش نصرت‌آباد شهرستان زاهدان استان سیستان و بلوچستان ایران است.

## جمعیت
بر پایه سرشماری عمومی نفوس و مسکن در سال ۱۳۹۵ جمعیت این روستا ۲۳ نفر (۵خانوار) بوده‌است.